# Marko Vejinović
Marko Vejinović est un footballeur néerlandais d'origine serbe, né le 3 février 1990 à Amsterdam aux Pays-Bas. Il évolue actuellement au poste de milieu relayeur.

## Palmarès
- AZ Alkmaar
  - Champion des Pays-Bas en 2009
  - Finaliste de la Coupe des Pays-Bas en 2018

- Feyenoord Rotterdam
  - Champion des Pays-Bas en 2017
  - Vainqueur de la Coupe des Pays-Bas en 2016